# Idris-i Bidlisi
Idris-i Bidlisi ou Bitlis Idris, de son nom complet Mevlana Hakimuddin İdris-i b. Mevlana Husamuddin Ali al-Bitlisi, né en 1452 ou 1457 à Bitlis ou à Diyarbakır, mort en 1520 à Istanbul, est un historien, poète, calligraphe, traducteur, administrateur et chef militaire d'origine kurde au service de la principauté des Aq Qoyunlu puis de l'Empire ottoman. Il se rattache à la famille dirigeante de la principauté de Bitlis dont un descendant est le chroniqueur Sharafkhan Bidlisi (en).

## Biographie

### Débuts au service des Aq Qoyunlu

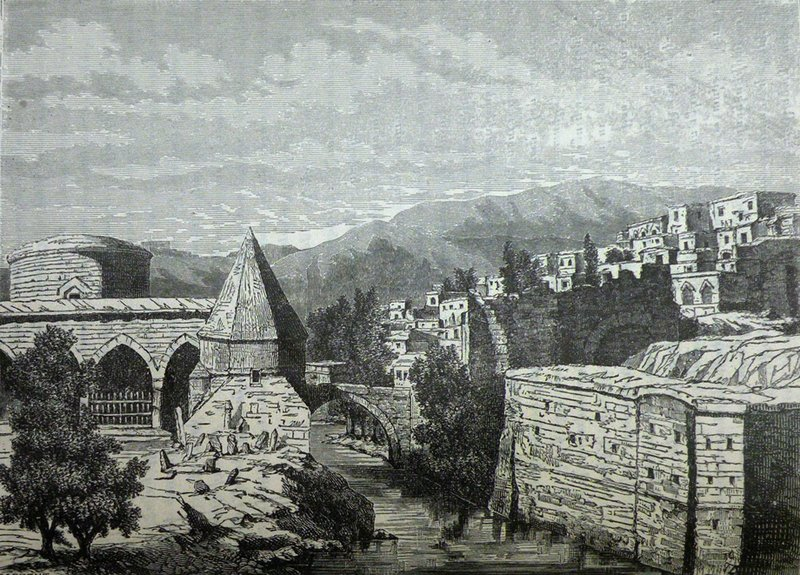
La ville de Bitlis, gravure de H.A. Eprigian, 1900

Idris appelé Bidlisi (originaire de Bitlis) est né entre 1452 et 1457, soit à Bitlis, soit à Diyarbakır, alors vassale de la confédération turque des Aq Qoyunlu (Mouton Blanc), aux confins de l'Anatolie et de l'Iran. Son père, Mevlana Husam ad-Din Ali al-Bitlisi, mystique et poète de cour, s'installe en 1469 auprès du sultan Uzun Hasan ; il meurt à Tabriz en 1495. Le jeune Idris reçoit l'éducation de la cour. À la mort d'Uzun Hasan en 1478, son successeur Sultan Yakup choisit Idris comme écrivain personnel. Celui-ci rédige l'histoire des campagnes militaires de Yakup en Arran et Azerbaïdjan (Risâle-i Hazâniyye). Il devient chef de la chancellerie et, en 1485, rédige une lettre de félicitations au sultan ottoman Bajazet II. Il conserve ses fonctions officielles sous les règnes de Sultan Rüstem et Alwand Bey.
En 1501-1502, Idris s'enfuit pour échapper au chah séfévide Ismail Ier. Il passe par Médine et La Mecque avant de se réfugier à la cour ottomane à Constantinople.

### Au service des Ottomans

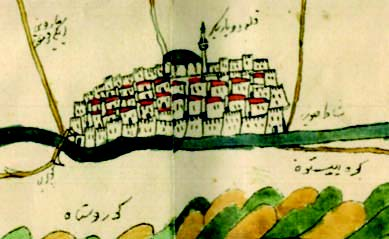
Carte ottomane de Diyarbakir, 1671

Idris passe au service de Bajazet II et devient le chroniqueur de la dynastie ottomane. Il rédige en persan la biographie de 8 sultans jusqu'à Bajazet. Cependant, le sultan refuse de lui payer la récompense convenue car il trouve l'œuvre trop favorable aux Perses. Idris obtient, non sans mal, la permission de se rendre en pèlerinage à La Mecque. Mais il est immédiatement rappelé par le nouveau sultan Sélim Ier, qui vient de succéder à son père en 1512. Idris termine son travail de chroniqueur avant d'accompagner le sultan dans sa campagne contre les Perses, marquée par la grande victoire de Tchaldiran le 23 août 1514.
Sélim charge alors Idris de négocier le ralliement des principautés kurdes. La ville de Diyarbakır est la première à se rallier en se révoltant contre son gouverneur persan ; l'émir de Bitlis, puis celui de Sassoun passent dans le camp ottoman suivis par ceux de Siirt, de Cizre, de Palu et de Soran. En tout, 25 begs kurdes se déclarent vassaux du sultan. C'est une étape importante dans l'histoire du peuple kurde qui est désormais,en quelque sorte,allié aux Ottomans, sauf les régions orientales qui restent dans l'orbite des Séfévides. Sélim Ier charge Idris-i Bidlisi d'organiser le territoire en sandjaks (districts) et lui envoie des diplômes, étendards et vêtements d'honneur à distribuer aux chefs tribaux kurdes qui, désormais, gouvernent les districts au nom du sultan.

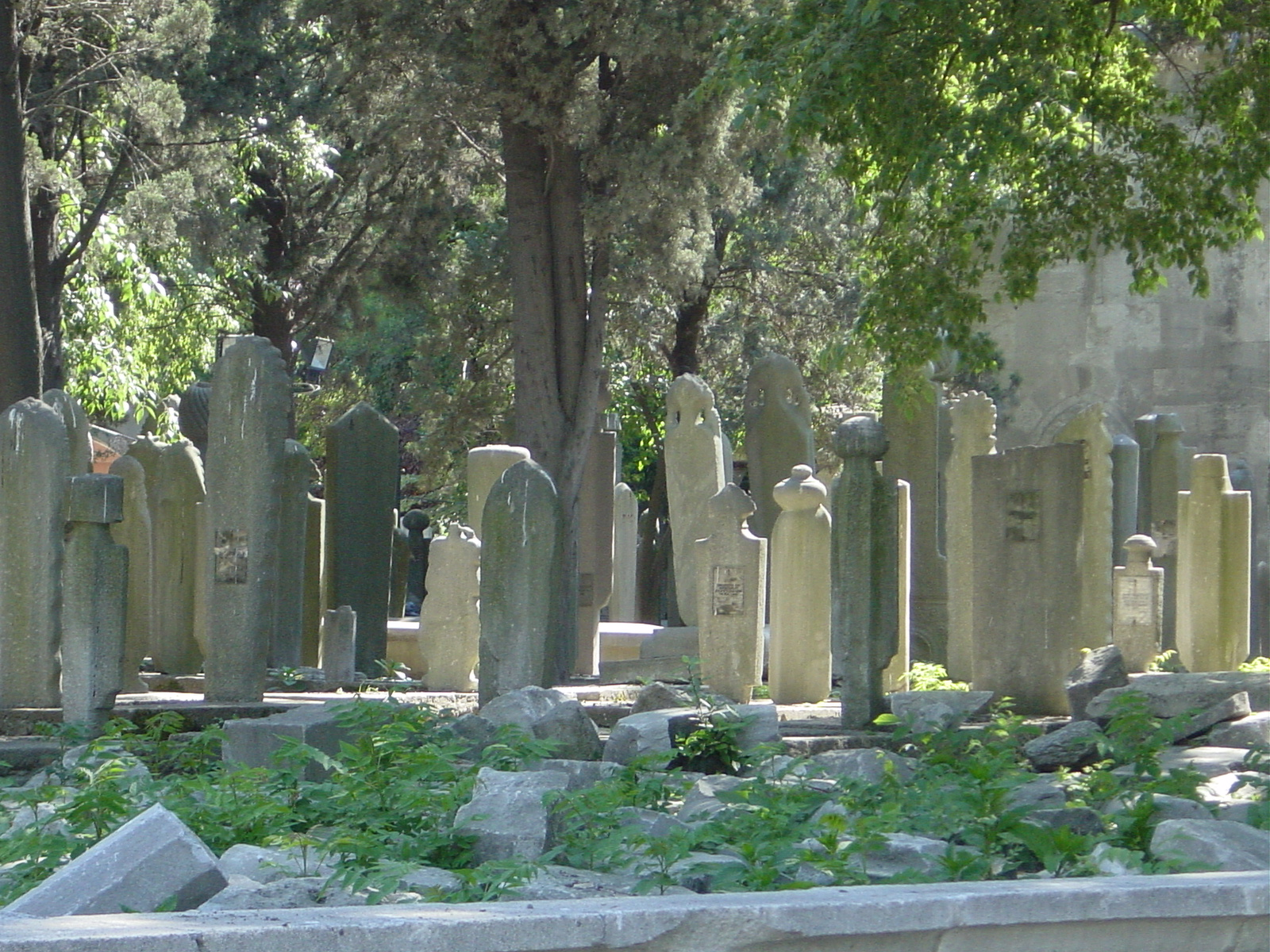
Tombes du cimetière ottoman d'Eyüp, 2006

Idris entreprend ensuite d'écrire la chronique du règne de Sélim Ier. Ce travail, inachevé à sa mort, sera terminé par son fils. Idris meurt en 1520 dans le quartier d'Eyüp à Constantinople. Il est enterré dans le jardin connu comme İdris Köşkü (maison d'Idris) ou İdris Çeşmesi (fontaine d'Idris) près de la mosquée fondée par sa femme Zeynep Hatun.
Son fils, Abu 'l-Fadl (Eboulfazl) Mohammed Effendi, achève la rédaction de l'histoire du sultan Sélim. Il rédige aussi des légendes du Prophète et autres ouvrages savants. Il fait bâtir la Defterdar Camii (en) (mosquée du ministre des Finances) à Eyüp, où il est enterré.

## Œuvres
- Heşt Behişt (Huit Paradis), chronique des 8 premiers sultans ottomans
- Selim-Name ou Selim Şah-Name, chronique du règne de Sélim Ier
- al-Ibâ' ʿan Mawaqi'i 'l-Waba, un traité sur la peste et les moyens de s'en préserver, en arabe
- Une traduction persane du Hayat al-Hayawan (La Vie des animaux) d'Al-Damiri
- Risala-i fi'n-Nafs (Lettre sur l'âme), traité philosophique, en arabe
- Un commentaire du Gülşen-i Raz (Roseraie des secrets) de Shabistari
- Un commentaire du Hamriyye (Ode au vin) d'Ibn al-Farid
- Un commentaire du Fusûsi’l-Hikem (Joyaux de la sagesse divine) d'Ibn Arabi
- Des commentaires du Coran (Tafsir)
- Une traduction persane de 40 Hadîths

### Sources et bibliographie
- (en) Cet article est partiellement ou en totalité issu de l’article de Wikipédia en anglais intitulé « Idris Bitlisi » (voir la liste des auteurs).

- (de) Cet article est partiellement ou en totalité issu de l’article de Wikipédia en allemand intitulé « İdris-i Bitlisî » (voir la liste des auteurs) dans sa version du 6 janvier 2017.
- Joseph de Hammer, Histoire de l'Empire Ottoman depuis son origine jusqu’à nos jours, Paris, 1840.